# Gunter, Texas
Gunter là một thành phố thuộc quận Grayson, tiểu bang Texas, Hoa Kỳ. Năm 2010, dân số của xã này là 1498 người.

## Dân số
- Dân số năm 2000: 1230 người.
- Dân số năm 2010: 1498 người.